# 2020年夏季奧林匹克運動會開幕式
2020年夏季奧林匹克運動會開幕式為2020东京奥运的开幕典礼，於日本時間2021年7月23日晚上8時整於東京國立競技場舉行。

## 創作團隊

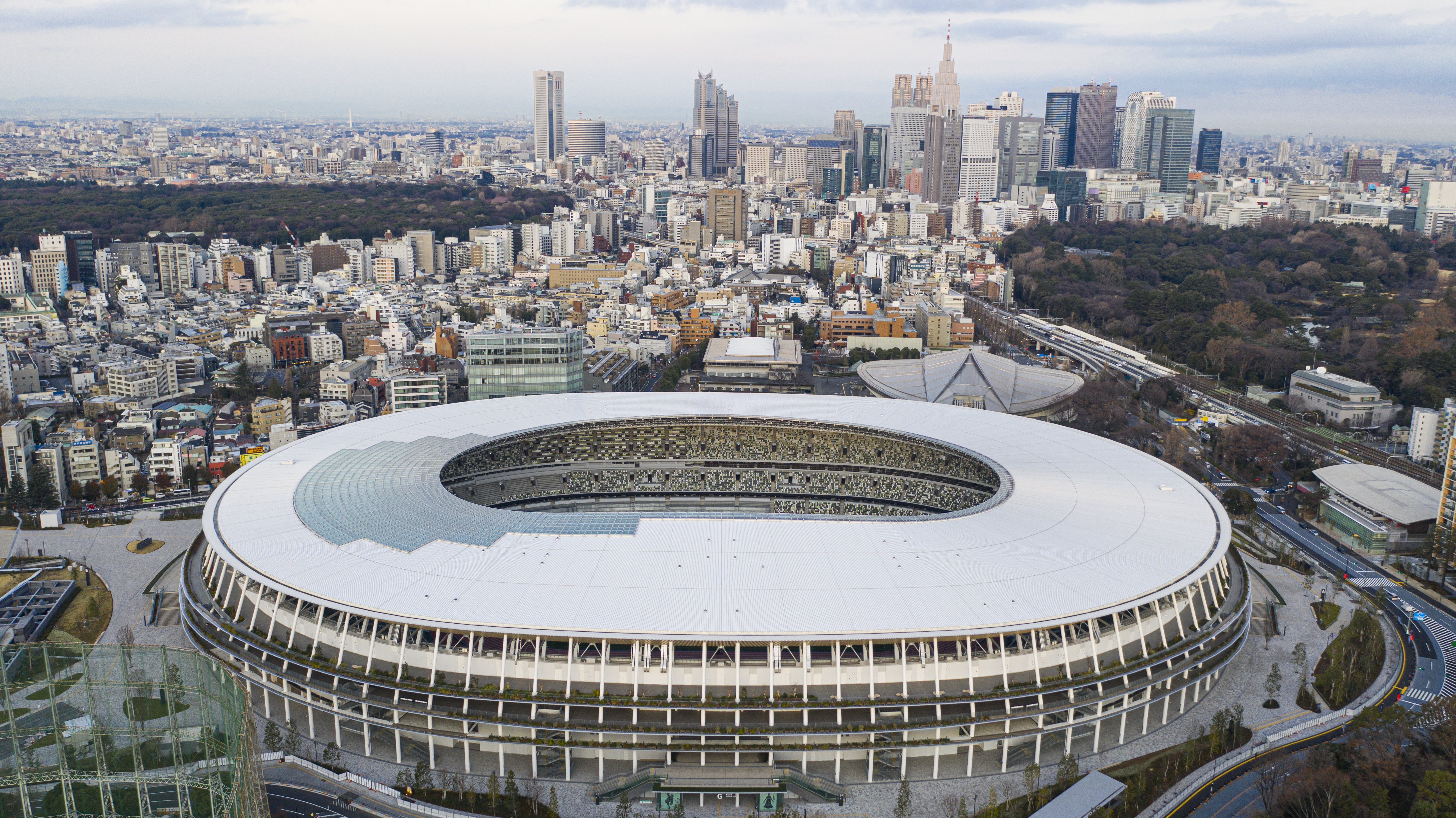
開幕式的舉辦場地：東京的國立競技場

2017年12月，東京奧組委首次宣佈了此次奧運及殘運開幕式與閉幕式的創作團隊，成員包括狂言師野村万斋、電影製片人川村元氣、導演山崎貴、音樂家椎名林檎、舞蹈導師MIKIKO及廣告公司電通的前創意局長佐佐木宏等。其後于2018年7月，野村万斋被正式委任為此次開幕式的創意總監。2020年12月，因應2019冠状病毒病疫情爆發，東京奧組委決定重組開幕式及閉幕式創作團隊，野村卸任創意總監，由佐佐木宏繼任。2021年3月，佐佐木宏在被日本媒體曝光其於創作計劃中侮辱女藝人渡邊直美後宣佈引責辭職。經過多次變動后，東京奧組委在2021年7月宣佈開幕式及閉幕式的最終創作團隊如下：
- 總導演：小林賢太郎
- 音樂總監：田中知之
- 舞台總監：種田陽平
- 場景總監：冨澤奈美
- 美術總監：浜辺明弘
- 寫作總監：樋口卓治
- 执行創意總監：日置貴之
- 顧問：野村万斋

在上述名單決定后，創作團隊再于開幕前夕爆出新醜聞，負責開幕式音樂製作的音樂家小山田圭吾被媒體揭發曾於少年時期霸凌患有身心障礙的同級生，于7月19日宣佈引責辭職。
而總導演小林賢太郎因过去担任搞笑艺人时的反犹太人演出片段，于7月22日被东京奥组委解除职务。

## 前期準備
東京奧組委在2017年12月發表了首份有關東京奧運會與殘奧會開閉幕式的「基本方針」，宣告此次开幕典礼籌備活動的開始。在此份文件中，主要闡述了由專家及日本公衆收集而得到的有關意見，而開幕式的主題則計劃涵蓋八個範疇：「和平」、「共生」、「重建」、「未來」、「日本與東京」、「運動員」、「參與」及「激動」。
2020年1月時日本共同社曾經報道，這次的開幕式將集中呈現日本的科技與流行文化。在以往日本曾經舉辦的奧運開幕式，如1998年長野冬季奧運開幕式時，主題便融合了古代日本文化與國際和平。而在2016年巴西里約奧運閉幕式中的日本表演環節中，前日本首相超级马力欧的形象出現。
2021年2月，曾任日本首相的東京奧組委會長森喜朗被曝出其在奧組委臨時評議員会中的發言涉嫌歧視女性委員，而森喜朗也在不久後辭職，由前东京奥林匹克运动会及东京残疾人奥林匹克运动会担当大臣桥本圣子繼任。

### 2019冠状病毒病疫情的影響

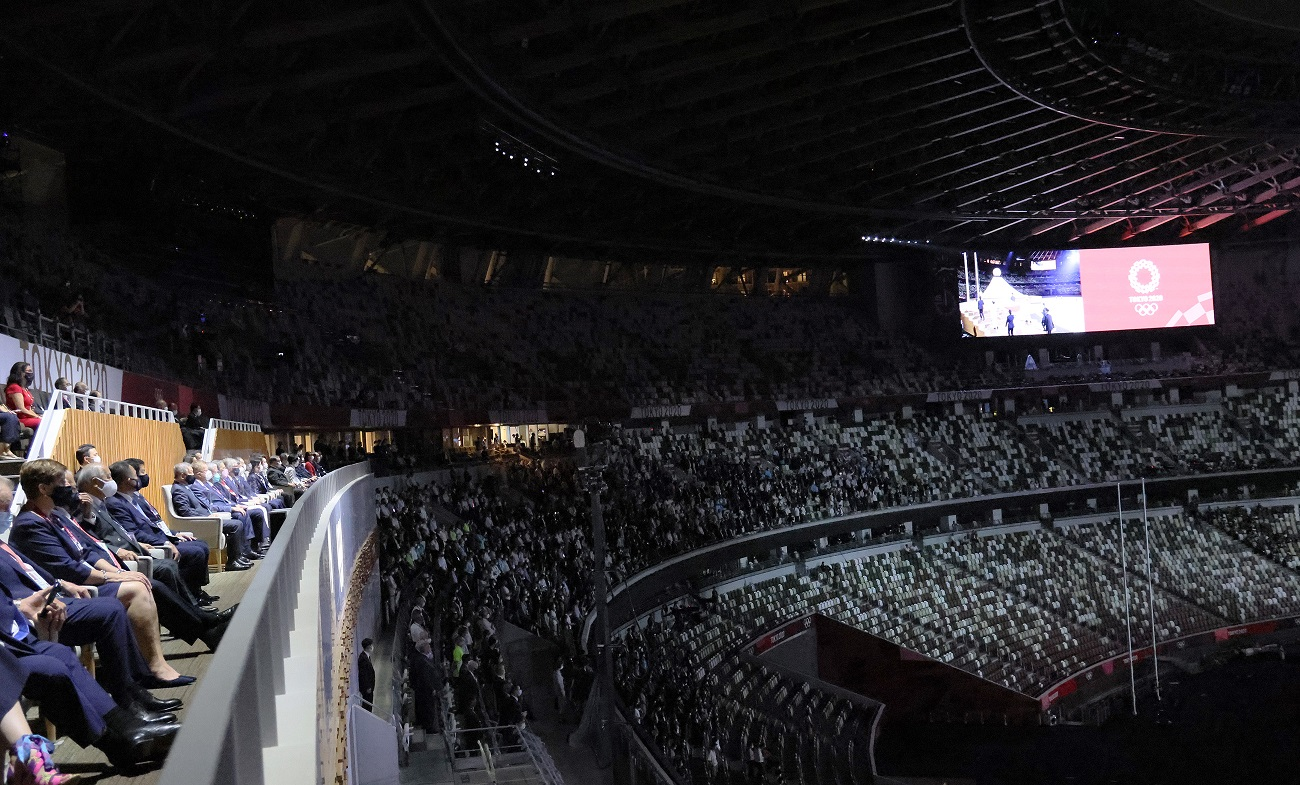
因疫情恶化，本次开幕式以无观众、電視轉播的形式举办。图为大量的空座位。

2020年2月于東京舉行的的東京馬拉松賽事，因爲2019冠状病毒病疫情開始于全球擴散而被迫縮小規模舉行。此時，已經有公共健康專家開始懷疑疫情會否影響原定于同年7月舉行的奧運開幕式。其後于同年3月，2019冠状病毒病疫情在全球大規模爆發，致使國際奧委會及東京奧組委決定宣佈將奧運推遲1年舉行。同年3月30日，奧組委宣佈推遲后的開幕式將於2021年7月23日舉行。
由於疫情持續對全球造成影響，東京奧組委在2020年12月決定解散原來的開幕式及閉幕式創作團隊，而新任的創意總監佐佐木宏則表示將會大幅簡化及縮小開幕式的規模。到了2021年中，由於日本以及世界各地仍然未能對2019冠状病毒病疫情進行有效的控制，奧組委開始與東京都政府及IPC、東京都及日本政府協議后，決定最多只允許1萬名觀衆入場參加開幕式，其後因爲東京本地的疫情再度惡化，于7月8日正式宣佈將以無觀衆的形式舉辦這次開幕典禮，而參演的工作人員也將縮減到約數百人規模，為奧運史上首次。

## 开幕式主題

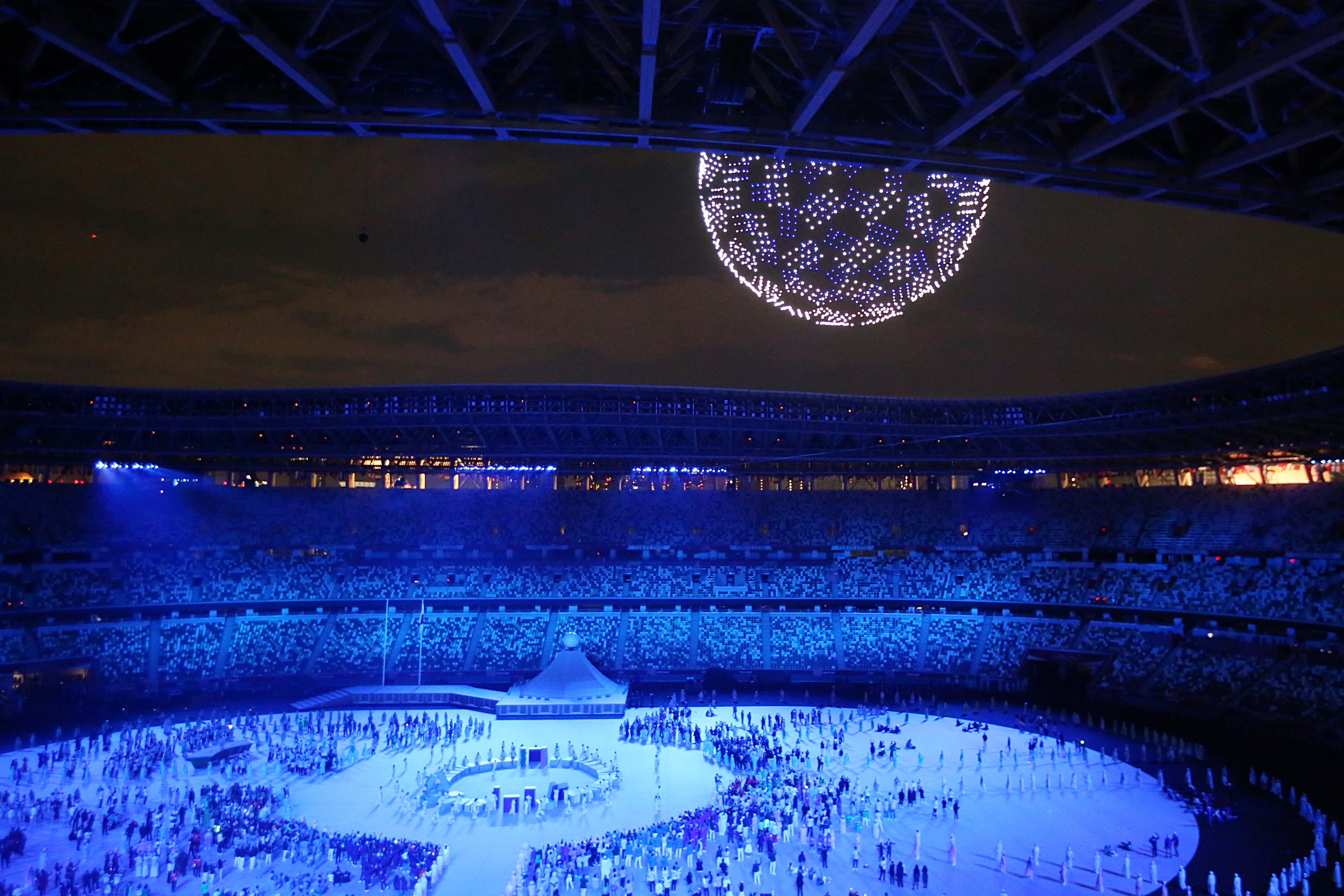
1824架无人机在国立竞技场上空排列组成本届奥运会的会徽，随后变换为蓝色地球。现场配乐是《想象》。

2021年7月14日，東京奧組委正式發表了這次奧運會與殘奧會開閉幕式的主題：「Moving Forward」；其中開幕式主題概念為「United by Emotion」、而閉幕式則為「Worlds we share」。7月18日晚，大会組織委員会首次公開了一段30秒的開幕式彩排片段，内容包括了光影及烟火效果演出、及日本傳統的祭典盆踊等元素。

### 故事的起源 WHERE THE STORIES BEGIN
1964 年東京奧運世界各地的運動來帶來各自的植物，遍植於日本各地。其中一顆種子浮現在場中，化作一名孤獨的運動員。
由拳擊護理師津端亞里沙代表眾多因疫情而錯失奧運參賽資格的賽事延期、失去奧運參賽資格的遺憾。影片也向 2021 年 3 月離世的日本柔道金牌得主古賀稔彥致敬。
場上的花瓣光影象徵季節的移轉，象徵著運動員過去一年的心境。舞蹈家中村恩惠率領舞者透過紅色繩結的牽引與關懷，將每位運動員連結起來，激勵人們樂觀進取。

### 永恆傳承 A LASTING LEGACY

#### 紀念時刻
為悼念因2019冠状病毒病而死亡的逝者，透過日本現代舞蹈家森山未來帶來鎮魂之舞引導全體參會來賓與全球收視觀眾進行慰靈默哀，祈禱罹難者安息。

#### 傳統節奏
由古代江戶消防「出初式」與木匠文化的「木遣之歌」來呈現奧運五環徽章。古代江戶人以入選消防番組、勇敢對抗惡火為榮。除了嘉許參賽運動員的英勇外，更期許世人奮進、永不放棄
。
江戶「木遣之歌」為傳統木匠祈福與勞動的歌謠。木匠作業的敲擊節奏與高舉救火「纏」的消防番組的號令，吸引著不同族群的現代東京市民一同群舞，不僅致意 1936 年江戶消防紀念會，更展現主辦城市從江戶到東京都多元文化並存的面貌。
奧運木造五環為 1964 年東京奧運各國代表團所種。透過永續「森林認證」的種植、採伐。並透過傳統「寄木細工」工藝所造，代表兩代東京奧運的傳承與榮光。

### 攜手奮戰 HERE TOGETHER
不分性別、年齡與種族的表演者，將 45 塊色塊反覆拼接組合，最後在場地中央形成本屆奧運會徽「組市松紋」。同時間在競技場上空進行無人機表演，由 1824 台無人機的機群在空中集結成巨大的會徽星座，並隨著逐漸形成巨大的光之杉並兒童合唱團、非洲的琪帝歐、歐洲的亞雷漢德羅桑斯、南美洲的約翰傳奇與大洋洲的齊斯艾本共同獻唱約翰藍儂的著名歌曲「Imagine」。

### 比賽開始 LET THE GAMES BEGIN
為致敬工作人員在比賽會場採訪報導的辛勞，與紀念 1964 年奧運首次在賽事中導入「競賽圖案」的影視產業與享譽世界的搞笑文化。

### 閃耀時刻 TIME TO SHINE
以《東京運動故事》為題，由搞笑藝人劇團一人飾演的東京2020奧運會中央控制中心的中央控制員因胡亂操縱國立競技場的內的燈光系統而被前日本花滑名將荒川靜香所飾演的控制中心主任責備後從而打起精神，他將控制中心的開關一個接一個打開，從明天開始比賽的各個會場都亮起了燈。再按下開關，東京的Skytree晴空塔、淺草的淺草寺等東京都內的名勝都亮起燈，確認整個東京街道都做好了迎接奧運的準備。最後，劇團一人打開了歌舞伎座的開關，但即使燈光照射到舞台上，也沒有人出來。看不下去的荒川靜香按下了寫著「ABZ」的開關，國立競技場的舞台被燈光照亮，歌舞伎役者市川海老藏與葛萊美獎得主音樂家上原廣美壓軸登場，呈現出當代東京都的繁華。
市川海老藏所演出的歌舞伎十八番經典劇目「暫」，相傳被市川海老藏「瞪」到，得以無災無病。以祈大會成功、全球禳災除疫。

## 开幕式程序
日本天皇德仁出席開幕典禮並宣布奧運會開幕，亦有點燃奧林匹克聖火的環節，开幕当晚由网球运动员大坂直美点燃主火炬。大会采用与2010年冬奧會和2016年奧運會類似的主聖火台方案：主聖火台將僅在開閉幕式期間點燃，之後比賽期間會被拆除，而聖火則會轉移到位於東京灣區域有明西運河的「夢之大橋」上的第二聖火台上點燃。

### 全部九章目錄
|     |                                    | 出演者（※摘要）                                            |
| --- | ---------------------------------- | ---------------------------------------------------------- |
| 1   | WHERE THE STORIES BEGIN            | 津端艾莉莎                                                 |
| 2   | APART BUT NOT ALONE                | 中村恩惠                                                   |
| 3   | A WELCOME FROM THE HOST            | 升主辦國國旗及國歌演唱、米西亞                             |
| 4   | A LASTING LEGACY                   | 森山未來/真矢美季、熊谷和徳、Tokyo Gegegay、江戸消防記念會 |
| 5-1 | HERE TOGETHER (PARADE OF ATHLETES) | 選手入場                                                   |
| 5-2 | HERE TOGETHER                      | 灘儀武、辻本耕志/杉並兒童合唱團等                          |
| 6   | PEACE THROUGH SPORT                | 升奧林匹克五環旗與演唱奧林匹克讚歌                         |
| 7   | LET THE GAMES BEGIN                | Gamarjobat （HIRO-PON）、GABEZ、南大介、松本亮             |
| 8   | TIME TO SHINE                      | 剧团一人、荒川静香、市川海老藏、上原廣美                   |
| 9   | HOPE LIGHTS OUR WAY                | 點燃聖火                                                   |

### 升國旗 奏國歌
為了表彰奧運的平等精神，同時致敬醫療人員，在護送日本國旗進場中的八名小朋友與六名掌旗官，包含1964年東京奧運金牌舉重選手三宅義信、原馬拉松選手、奧運金牌得主高橋尚子，羽毛球球員桃田賢斗等運動員、消防員、醫療專家與身障人士所組成。
國歌由身著彩虹花瓣禮服的歌手米希亞所領唱、38 位自衛隊成員合唱，升日本國旗。

### 运动员进场

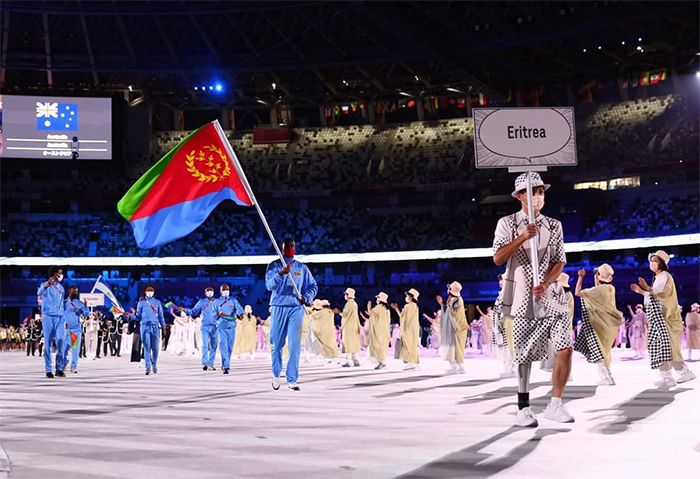
厄立特里亚代表团

按照奧運的傳統順序，首個進場的代表團為古代奧運發源地的希臘，其後為由各國難民組成的難民奧運代表團。俄羅斯奧林匹克委員會代表團原定於第三位出場，后来改至第77位。之後的各國代表與旗手以日語五十音順的順序進場。最後出場的國家按順序分別為2028年夏季奧運的主辦國美國、2024年夏季奧運（即下一屆）的主辦國法國、以及本届主辦國日本。各代表團入場時，司儀依序以法文、英文與日文宣讀代表團名稱，代表團名的牌子則以漫畫氣泡框做為裝飾，兩面各為英文與日文名稱。此外，为推进国际奥委会倡导的“性别平等”原则，本届奥运会首次允许两名（一男一女）运动员共同担任旗手。
而運動員進場音樂採用電子遊戲界廣為人知遊戲作品內配樂交響樂版本演出，作品有：
- 《尼爾系列》
- 《劍魂》《空戰奇兵》
- 卡普空的《魔物獵人》
- 《夢幻之星》
- 科樂美的《宇宙巡航艦系列》《實況足球系列》

19首曲目包括：
- 《勇者鬥惡龍系列》
- 《Final Fantasy系列》
- 《熱情傳奇》
- 《魔物獵人》
- 《王國之心》
- 《超時空之鑰》
- 《空戰奇兵5》
- 《美德傳奇》
- 《魔物獵人》
- 《超時空之鑰》
- 《超音鼠系列》
- 《世界足球競賽系列》
- 《Final Fantasy系列》
- 《夢幻之星》
- 《王國之心》
- 《宇宙巡航艦》
- 《NieR》
- 《復活邪神系列》
- 《劍魂》

### 奧林匹克宣誓
宣誓奧林匹克誓詞的選手、裁判、教練和主辦國官員代表為男女配對，總數從三人增加到六人。對此，國際奧委會解釋為「符合國際奧委會與奧組委之間促進性別平等的要求」。選手代表為日本隊隊長山縣亮太、副隊長石川佳純，教練代表為井上康生、宇津木麗華。

### 開會宣言
大會組織委員會會長橋本聖子、國際奧林匹克委員會（IOC）會長湯瑪斯・巴赫致詞後，德仁天皇宣布：「我在此宣布纪念第三十二届现代奥林匹亚周期的东京大会开始。（日語：私はここに第32回近代オリンピアードを記念する、東京大会の開会を宣言します。）」
開會宣言發表後，館場施放煙火。

### 升會旗 唱贊歌
奧林匹克五環旗由五大洲六名對社會做出貢獻的運動選手所持進場，在接近升旗台時為了向世界各地基礎工人表示敬意，將會旗轉交給八名東京都代表工人，抵達升旗台後，由自衛隊成員接過會旗升旗。
六名代表選手為：
亞洲代表：桃田賢斗（日本羽球選手）
澳洲代表：Elena Galiabovitch（澳大利亞射擊運動選手）
奧林匹克難民選手團代表：Cyrille Tchatchet（生於喀麥隆共和國，拳擊選手）
美洲代表：葆拉·帕雷托（阿根廷柔道選手）
非洲代表：Mehdi Essadiq（摩洛哥鐵人三項選手）
歐洲代表：寶拉·艾格努（義大利排球選手）
奧林匹克五環旗升起的同時，福島縣郡山市的郡山高校學生8人及東京都豐島岡女子學園高校學生12人在東京都交響樂團的伴奏下演唱《奧林匹克聖樂》。

### 聖火進場
由柔道選手野村忠宏和前角力運動員吉田沙保里將火炬帶入會場，火炬先後傳遞給棒球運動員長嶋茂雄、王貞治、松井秀喜，鑽石公主號COVID-19疫情時參與處理的大橋博樹醫師和北川純子護理師，以及帕運鐵人三項選手土田和歌子，和東日本大震災重災區岩手縣、宮城縣及福島縣兒童代表6人，最後交由網球運動員大坂直美登上聖火台點燃。

## 出席嘉宾
以下人士出席了本届奧運的开幕典禮：

### 主辦國
- 日本天皇德仁、东京奥运会名誉总裁[64]
- 日本內閣總理大臣菅義偉[64]
- 东京都知事小池百合子[64]
- 东京奥组委会长桥本圣子[64]
- 东京奥组委前会长森喜朗[65]

### 国际组织官员
- 国际奥委会（IOC）主席托马斯·巴赫[64]
- 国际奥委会协调委员会主席科茨[64]
- 国际奥委会道德委员会主席潘基文[66]
- 联合国难民署高级专员菲利普·格兰迪[67]
- 世界卫生组织譚德塞[68]

### 政府代表團
- 法国总统埃马纽埃尔·马克龙[69]
- 美國第一夫人吉尔·拜登[70]
- 中华人民共和国国家体育总局局长、中國奧林匹克委員會主席苟仲文[71][72]
- 南苏丹共和国副总统丽贝卡·南登·迪·玛比奥[73]
- 蒙古国总理罗布森那木斯莱·奥云额尔登[74]
- 土库曼斯坦副总理谢尔达尔·别尔德穆哈梅多夫[75]
- 科索沃共和国总统韦约莎·奥斯曼尼-萨德留[76]
- 黑山总理兹德拉夫科·克里沃卡皮奇[77]
- 波兰总统安杰伊·杜达[78]
- 瑞士联邦主席居伊·帕姆兰[79]
- 亚美尼亚共和国总统阿尔缅·萨尔基相[80]
- 大韩民国文化体育观光部长官黄熙[81]

## 轉播機構
- 國際奧委會 — 奧林匹克頻道
- 日本 —
  - NHK（NHK綜合頻道、NHK BS4K、NHK BS8K、NHK BS1[註 1]、NHK教育頻道、NHK廣播第1頻率[註 2]）
  - 富士電視台[註 3]
  - 文化放送[註 2]
- 中国大陆 — 
  - 中央广播电视总台（CCTV-1[註 4]、CCTV-5、CCTV-5+、CCTV-13[註 5]）
  - 北京广播电视台冬奥纪实频道、上海广播电视台五星体育频道、广东广播电视台体育频道（中央广播电视总台转授权转播CCTV-5）
- 香港 — 
  - 無綫電視（翡翠台、J2、無綫新聞台[註 5]、myTV SUPER奧運專區頻道）
  - 香港有線電視（有線體育台、有線Sports Plus、有線高清603台、有線新聞台[註 5]）、奇妙電視（香港開電視、香港國際財經台）
  - Now TV、香港電視娛樂ViuTV
- 澳門 — 澳門廣播電視股份有限公司（中央广播电视总台转授权）
- 臺灣 — 愛爾達電視、公共電視台、東森電視

## 收視率
- 日本：Video Research的調查數據（速报值）顯示，NHK綜合頻道的平均收视率在关东地区為56.4%，關西地區為49.6%[82]，世代收視率為42.5%。[83]
- 美国：根據美國国家广播公司新闻网的数据显示，美國只有约1670万人次收看東京奧運會開幕式，相比里約奥运會开幕式收看人数减少约36%，创下美国33年来的新低记录。[84]
- 中国大陆：根據CSM全国测量仪顯示，收看開幕式观众规模达1.53亿，创近三届奥运会开幕式最高水平。开幕式CCTV-1、CCTV-5和CCTV-5+總收视率3.19%，收视份额16.85%，其中CCTV-5的收视份额8.8%，CCTV-1的收視為1.02%，收視份額為5.42%。[85]
- 香港：根據CSM媒介研究的數據，翡翠台錄得14.2點收視，開幕式特備節目《2020东京奧運開幕典禮 全情READY!》錄得3.8點收視，ViuTV錄得5.3點收視，香港開電視錄得1.3點收視，其中有72%收看免費電視直播的觀眾選擇無綫電視。[86]

## 争议

### 中华台北代表团入场顺序
开幕式中，中华台北代表团入场时现场日语播报用的是片假名“（即中华台北的英文名Chinese Taipei）”，但其入场顺序則不是按假名的排序，而是以台北（たいぺい）的排序於第104位，在韩国代表团與塔吉克斯坦代表团之间；虽然有说法是来自於“台湾”（タイワン）的，不过第32届夏季奥林匹克运动会组织委员会发言人高谷正典在记者见面会上解释是以“台北”（タイペイ）的，而不是“中华台北”（チャイニーズ・タイペイ）的。以往夏季奥运会开幕式，如2012年伦敦奥运会（英语排序）、2016年里约奥运会（葡萄牙语排序），中华台北均以T（在国际奥委会的英文简称为TPE）顺序入场；中国香港代表团（HKG）均以H顺序入场，此次亦按日语假名顺序第170位入场。

### 表演
- 根据2020年9月21日发售的《周刊文春》杂志爆料，开幕式演出的“崩坏”是日本政客、开幕式实际筹办者电通和国际奥委会高层干涉下的结果。根据杂志披露的开幕式内部台本，原本开幕式将是一场极具科技感和日本文化特色的演出，但电通高层把原本负责开幕式演出的编舞家MIKIKO排挤在外（但又不完整地抄袭了MIKIKO团队的部分创意），而且大量更改演出内容（例如将原本计划展现的任天堂游戏元素全部抹杀），再加上开幕式前夕爆出的主创和参演者丑闻，导致演出质量大打折扣。[96]
- 日本資深的电影导演、搞笑艺人北野武在开幕式后第二天做客TBS电视台《新·情报7days News Caster（日语：新・情報7daysニュースキャスター）》时，就讽刺本次开幕式“有趣得让自己都睡着了”，并要求“还钱”[97]。
- 德国之声刊文称有许多中国网民表示理解东京奥运会开幕式的理念，并给予赞扬。然而在中国社交媒体上，一些中国大陆网民批评该开幕式表演风格过于阴森负面，并用“阴间”一词评价开幕式，称“艺术可以接地气，但不能接地府！艺术可以有灵魂，但不能有鬼魂！艺术可以有灵气，但不能有灵异！艺术是送给观众，但不是送走观众！”[98]不过部分中国大陆的网民对于开幕式的批评是基于误传混淆了7月23日开幕式表演和六天前（7月18日）的表演庆典（2021年7月18日日本时间18:00在线上举办的2020日本文化庆典「東京2020 NIPPON wassai」，由奥运官方网站上播放，有关图片和视频资料在中国社交媒体上的营销号大量转发）[98]。另有中国大陆媒体撰文对这些负面评论提出不同看法，称应该理解文化艺术表达的差异[99]。
- 德国之声的评论称这场开幕式是“错误的画面、错误的讯号”，其演出从艺术上而言非常做作，并且在没有观众及出场运动员减少的情况下显得更加没有生气、更加没有感情，唯一的亮点是大屏幕上投射出的观众影像[100]。

### 出处
1. 1 2  . 東京2020.   [2021-07-16]. （原始内容存档于2021-07-22） （日语）.
2. ↑  . espn.go.com. ESPN. 2015-05-13  [2015-09-26]. （原始内容存档于2015-09-25） （英语）.
3. ↑  . 瘋先生.   [2022-07-05]. （原始内容存档于2022-07-05）.
4. ↑  . 日本経済新聞. 2017-12-20  [2021-07-17]. （原始内容存档于2020-09-21） （日语）.
5. ↑  . The Japan Times.   [2018-09-28]. （原始内容存档于2018-09-29） （英语）.
6. ↑  . 朝日新聞デジタル. 2020-12-23  [2021-07-16]. （原始内容存档于2021-07-19） （日语）.
7. ↑  . nikkansports.com. 2021-04-01  [2021-07-16]. （原始内容存档于2021-07-18） （日语）.
8. 1 2  . 東京2020. 2021-07-14  [2021-07-16]. （原始内容存档于2022-07-05） （日语）.
9. ↑  . NHKニュース. 2021-07-19  [2021-07-19]. （原始内容存档于2021-07-19）.
10. ↑  . 朝日新聞社. 2020-09-22  [2020-09-22]. （原始内容存档于2021-07-23）.
11. ↑  . Tokyo 2020.   [2021-07-16]. （原始内容存档于2020-09-22） （英语）.
12. ↑  . www.insidethegames.biz.   [2020-01-30]. （原始内容存档于2021-06-03） （英语）.
13. ↑  Tomlinson, Alan.  (PDF). Tourism, Culture & Communication. 2005-01-01, 5 (2): 83–92  [2019-04-30]. doi:10.3727/109830405774791465. （原始内容存档于2021-08-01） （英语）.
14. ↑  . 朝日新聞. 2021-02-03  [2021-02-03]. （原始内容存档于2022-04-07） （日语）.
15. ↑  . The New York Times. 2020-02-17  [2021-07-14]. （原始内容存档于2021-06-12） （英语）.
16. ↑  . BBCニュース. 2021-06-21  [2021-07-16]. （原始内容存档于2021-07-18） （日语）.
17. ↑  . 朝日新聞デジタル. 2021-07-08  [2021-07-16]. （原始内容存档于2021-07-24） （日语）.
18. ↑  程巍. . 日经中文网. 日本经济新闻社. 2021-07-25  [2021-07-28]. （原始内容存档于2020-09-21）.
19. ↑  . 中央通讯社. 2021-07-23  [2021-07-28]. （原始内容存档于2021-08-02）.
20. ↑  顏伶如. . 世界新闻网. 2021-07-24  [2021-07-28]. （原始内容存档于2021-07-28）.
21. ↑  . NHKニュース. 2021-07-19  [2021-07-19]. （原始内容存档于2021-07-20） （日语）.
22. ↑  . Yahoo JP. 2020-09-22  [2021-08-07]. （原始内容存档于2021-07-31）.
23. ↑  .   [2021-08-07]. （原始内容存档于2021-08-05）.
24. ↑  .   [2021-08-07]. （原始内容存档于2021-07-25）.
25. ↑  .   [2021-08-07]. （原始内容存档于2021-07-29）.
26. ↑  .   [2021-08-07]. （原始内容存档于2021-07-29）.
27. ↑  .   [2021-08-13]. （原始内容存档于2021-08-08）.
28. ↑  .   [2021-08-07]. （原始内容存档于2021-07-29）.
29. ↑  .   [2021-08-07]. （原始内容存档于2021-07-30）.
30. ↑  Nagasaka, Yoko. . ELLE. 2020-09-22  [2022-08-14]. （原始内容存档于2021-07-26） （日语）.
31. ↑  .   [2022-08-13]. （原始内容存档于2022-08-13）.
32. ↑  .   [2021-09-12]. （原始内容存档于2021-09-12）.
33. ↑  .   [2022-08-13]. （原始内容存档于2022-07-27）.
34. ↑  .   [2022-08-13]. （原始内容存档于2020-09-22）.
35. ↑  . NHKニュース. 2021-07-14  [2021-07-16]. （原始内容存档于2021-07-15） （日语）.
36. ↑  Rowbottom, Mike. . insidethegames.biz. 18 December 2018  [2021-07-18]. （原始内容存档于2021-06-02）.
37. ↑  . NHKニュース. 2021-07-15  [2021-07-17]. （原始内容存档于2021-07-19） （日语）.
38. ↑  .   [2022-08-12]. （原始内容存档于2020-09-22）.
39. ↑  .   [2022-08-12]. （原始内容存档于2020-09-23）.
40. ↑  .   [2020-09-23]. （原始内容存档于2020-09-22）.
41. ↑  .   [2021-08-06]. （原始内容存档于2020-09-22）.
42. ↑  .   [2021-08-06]. （原始内容存档于2020-09-22）.
43. ↑  .   [2021-08-06]. （原始内容存档于2020-09-22）.
44. ↑  「楽しんでもらいたい、笑ろてもらいたい」 なだぎ武、オリンピック開会式を終えて思いつづる（1/2 ページ） （页面存档备份，存于） - ねとらぼ
45. ↑  小林賢太郎のコント公演メンバー、開会式出演終え「喜んでくれてた」と投稿 （页面存档备份，存于） - 日刊スポーツ
46. ↑  .   [2021-08-06]. （原始内容存档于2021-07-31）.
47. ↑  .   [2021-08-06]. （原始内容存档于2021-07-24）.
48. ↑  2020年夏季奧林匹克運動會開幕式於Twitter.
49. ↑  .   [2021-08-06]. （原始内容存档于2021-07-31）.
50. ↑  MISIA、海老蔵、劇団ひとり…五輪開会式に著名人続々登場！ （页面存档备份，存于） -  RBB TODAY
51. ↑  .   [2021-08-06]. （原始内容存档于2021-07-30）.
52. ↑  .   [2021-08-06]. （原始内容存档于2021-07-25）.
53. ↑  .   [2021-08-06]. （原始内容存档于2021-07-27）.
54. 1 2 3 4 5  . 日本経済新聞. 2020-11-05  [2021-07-16]. （原始内容存档于2021-07-22） （日语）.
55. ↑  . wkyc studio.   [2021-07-24] （美国英语）.
56. ↑  央视网. . 2021-07-19  [2021-07-28] （中文（简体））.
57. ↑  . IGN Japan. 2021-07-23  [2021-07-26]. （原始内容存档于2021-07-26） （日语）.
58. ↑  .   [2021-08-06]. （原始内容存档于2021-07-24）.
59. ↑  .   [2021-08-06]. （原始内容存档于2021-07-26）.
60. ↑  . 国際オリンピック委員会. 2022-07-05  [2021-07-28]. （原始内容存档于2021-07-25） （英语）.
61. ↑  浪江の水素も使用　五輪開会式[]
62. ↑  . 日刊スポーツ. 2021-07-24  [2021-07-26]. （原始内容存档于2021-07-31） （日语）.
63. ↑  . 共同网. 日本共同社. 2021-07-23  [2021-07-23]. （原始内容存档于2021-07-25） （中文）.
64. 1 2 3 4 5 6  . 産経新聞. 2021-07-23  [2021-07-25] （日语）.
65. ↑  . 東京新聞. 共同通信社. 2021-07-23  [2021-07-25]. （原始内容存档于2021-07-24） （日语）.
66. ↑  . 韩联社. 2021-07-25  [2021-07-25]. （原始内容存档于2021-07-25） （中文）.
67. ↑  . Ministry of Foreign Affairs of Japan. 2021-07-22  [2021-07-25]. （原始内容存档于2021-07-22） （日语）.
68. ↑  Thisanka, Siripala. . The Diplomat. 2022-07-05  [2021-07-25]. （原始内容存档于2021-07-27） （美国英语）.
69. ↑  . Ministry of Foreign Affairs of Japan. 2021-07-24  [2021-07-25]. （原始内容存档于2022-04-22） （日语）.
70. ↑  . Ministry of Foreign Affairs of Japan. 2021-07-25  [2021-07-22]. （原始内容存档于2022-07-05） （日语）.
71. ↑  中华人民共和国外交部. . www.fmprc.gov.cn.   [2021-07-24]. （原始内容存档于2021-07-25）.
72. ↑  冨名腰隆. . 朝日新聞デジタル. 2022年7月5日  [2021-07-24]. （原始内容存档于2021-07-25） （日语）.
73. ↑  . Ministry of Foreign Affairs of Japan. 2021-07-22  [2021-07-25]. （原始内容存档于2021-07-22） （日语）.
74. ↑  . Ministry of Foreign Affairs of Japan. 2021-07-22  [2021-07-25]. （原始内容存档于2021-07-22） （日语）.
75. ↑  . Ministry of Foreign Affairs of Japan. 2021-07-24  [2021-07-25]. （原始内容存档于2021-07-25） （日语）.
76. ↑  . Ministry of Foreign Affairs of Japan. 2021-07-24  [2021-07-25]. （原始内容存档于2021-07-25） （日语）.
77. ↑  . Ministry of Foreign Affairs of Japan. 2021-07-24  [2021-07-25]. （原始内容存档于2021-07-25） （日语）.
78. ↑  . Ministry of Foreign Affairs of Japan. 2021-07-24  [2021-07-25]. （原始内容存档于2021-07-25） （日语）.
79. ↑  . Ministry of Foreign Affairs of Japan. 2021-07-24  [2021-07-25]. （原始内容存档于2021-07-25） （日语）.
80. ↑  . Ministry of Foreign Affairs of Japan. 2021-07-24  [2021-07-25]. （原始内容存档于2021-07-25） （日语）.
81. ↑  . KBS WORLD. 2022-07-05  [2021-07-25]. （原始内容存档于2021-07-24） （日语）.
82. ↑  上田真由美. . 朝日新聞. 2021-07-26  [2021-08-18]. （原始内容存档于2021-08-16） （日语）.
83. ↑  . 雅虎日本. 2021-07-24  [2021-08-18]. （原始内容存档于2021-10-20） （日语）.
84. ↑  王山. . 法廣. 2021-07-27  [2021-09-21]. （原始内容存档于2021-09-21） （中文（简体））.
85. ↑  . 央视网. 2021-07-30  [2021-09-21]. （原始内容存档于2021-12-05） （中文（中国大陆））.
86. ↑  黃梓恒. . 香港01. 2021-07-26  [2021-09-21]. （原始内容存档于2021-08-11） （中文（香港））.
87. ↑  . 中日スポーツ・東京中日スポーツ. 2021-07-23  [2021-07-27]. （原始内容存档于2021-07-28） （日语）.
88. ↑  .   [2021-07-28]. （原始内容存档于2022-07-05）.
89. ↑  . 中央社日本語.   [2022-07-05]. （原始内容存档于2021-07-25）.
90. ↑  日本放送協会. . NHKニュース.   [2022-07-05]. （原始内容存档于2021-07-25）.
91. ↑  . 自由時報.   [2021-07-25]. （原始内容存档于2021-07-25）.
92. ↑  . 聯合新聞網. 2021-07-24  [2021-07-24]. （原始内容存档于2021-07-24）.
93. ↑  . 毎日新聞. 2021-07-25  [2021-07-25]. （原始内容存档于2021-07-25） （日语）.
94. 1 2   (PDF). web.archive.org. IOC. 2013-03-27  [2021-07-27]. （原始内容存档 (PDF)于2013-03-27） （英语）.
95. 1 2   (PDF). IOC. 2016-08-05  [2021-07-27]. （原始内容存档 (PDF)于2016-08-16） （英语）.
96. ↑  . 多维新闻. 2021-07-29  [2021-07-29]. （原始内容存档于2021-07-29）.
97. ↑  . 中日スポーツ. 2021-07-24  [2021-07-25]. （原始内容存档于2021-07-25）.
98. 1 2  Welle, Deutsche. . DW.COM. 德国之声中文网. 2021-07-24  [2021-07-29]. （原始内容存档于2021-08-02） （中文）.
99. ↑  潘文捷; 张洁. . 界面新闻. 2021-07-28  [2021-10-07]. （原始内容存档于2021-10-08） （中文）.
100. ↑  . 德国之声.   [2021-07-29]. （原始内容存档于2021-08-01）.